# Brussels Fruit Beer
Brussels Fruit Beer is een Belgisch bier.
Het bier wordt gebrouwen door Brasserie Du Bocq te Purnode.
Brussels Fruit Beer worden gebrouwen op basis van witbier en vruchtensap. Ze bevatten geen kunstmatige aroma’s of kleurmiddelen.

## De bieren
- Brussels Fruit Beer “Peaches” is een fruitbier (perzik) en heeft een alcoholpercentage van 3,2%.
- Brussels Fruit Beer “Red Fruit” is een fruitbier en heeft een alcoholpercentage van 3,2%. De toegevoegde vruchtensappen zijn van zwarte bessen, blauwe bessen, frambozen en kersen.
- Brussels Fruit Beer “Apple” is een fruitbier (appel) en heeft een alcoholpercentage van 3,2%.